# 小林玄葵
小林 玄葵（こばやし しずき、2000年10月26日 - ）は、ニッポン放送CP局報道スポーツコンテンツセンタースポーツ部、元信越放送のアナウンサー。

## 来歴
東京都清瀬市出身。小学校3年時から硬式野球をプレーしており、小学生時は全国選手権に出場。2019年3月、早稲田大学本庄高等学院卒業後の同年4月、早稲田大学文化構想学部へ入学。進学後以後、同大軟式野球部に途中入部。軟式転向前は内野手登録であったが、転向後は外野手登録となり翌年の秋季リーグではベストナインを獲得。
2023年3月、同大卒業後の同年4月、信越放送に入社。入社以後は主に地域情報番組のリポーターやDAZNにて配信している同局が制作協力しているJリーグ中継でスポーツ実況デビュー。
2024年5月31日付で信越放送を退職。地元である東京に戻り、翌6月1日付でアナウンサーとしてニッポン放送の子会社であるミックスゾーンに入社し、出向扱いでニッポン放送に所属。同局での大学同学部の先輩として熊谷実帆が居る。
7月14日に同局開局70周年企画である、「有楽町・笑顔にナーレ!ステーション」の一貫でイマジンスタジオにて催されたリスナー向け公開イベント「笑顔にナーレ! アナウンサートークショー」の終盤に先輩である洗川雄司と大泉健斗に呼び出される形でリスナーにお披露目され、残りのイベントパートの進行を務めた。イベントトーク内で移籍の動機として、『ショウアップナイター』に憧れて中途採用に応募した事や信越放送退職時からの目標であった「いつかWBCの実況がやりたい!」と目標を宣言し、入社後研修に勤しみ、同局は9月8日の『ショウアップナイター』の前枠番組である『ショウアップナイタープレイボール』の日曜スタジオ担当としてニッポン放送デビュー。以降、同曜日のスタジオ担当やリポーターとして出演している。

## 人物
- 長く野球をプレーしていた事もあってか、信越放送時代は筋肉美を売りにされており、中継リポーターとして温泉入浴等で披露していた[11][12]。

- 西武池袋線沿線出身と言う事もあり、好きな野球選手として栗山巧（埼玉西武）を列挙している。

## 出演番組

### 現在

#### ラジオ
- ショウアップナイタープレイボール（スタジオ担当）※日曜 - 2024年9月8日 -
- 競馬中継（土田晃之 日曜のへそ内、2024年12月15日 - ）

### 過去

#### 信越放送時代

##### テレビ
- ずくだせテレビ（中継リポーター）
- SBCニュースワイド（中継リポーター）
- 第103回全国高校ラグビー大会 長野県予選（リポーター） - 2023年11月3日
- SBCスペシャル（リポーター）
- 峰竜太と考える・信州の防災減災 - 2023年12月17日（リポーター）

##### ラジオ
- MiXxxxx+（クマムシ&小林玄葵の「信州笑顔探し隊」中継リポーター） - 2024年3月18日 - 22日

##### インターネット動画配信
- Jリーグ中継（DAZN）※信越放送制作協力分及び北陸放送制作分（松本山雅FC戦、山雅との対戦相手であるツエーゲン金沢ホームゲーム）（実況）